# Den lille pige med svovlstikkerne (film)
Den lille pige med svovlstikkerne er en dansk børnefilm fra 1953 instrueret af Johan Jacobsen efter eget manuskript. Filmen er baseret på H.C. Andersens eventyr Den lille Pige med Svovlstikkerne fra 1845.

## Handling
Historien om den fattige lille pige, der sidder på gaden en kold vinteraften og sælger tændstikker og ikke tør komme hjem til sin far uden penge. For at holde varmen stryger hun en tændstik og ser i et syn sin afdøde bedstemor, som har vist hende kærlighed og behandlet hende godt. Den lille piger dør af kulde, og bedstemoren bærer hendes sjæl med ind i himlen.

## Medvirkende
- Liselotte Krefeld, Den lille pige
- Agnes Thorberg Wieth, Bedstemoren
- Jakob Nielsen